# Mimon
Genre
Mimon est un genre de mammifères chiroptères (chauves-souris) de la famille des Phyllostomidae.

## Liste des espèces et sous-espèces
Selon Mammal Species of the World (version 3, 2005)  (4 août 2010) :
- Mimon bennettii
- Mimon cozumelae
- Mimon crenulatum
- Mimon koepckeae

Selon ITIS (4 août 2010) :
- Mimon bennettii (Gray, 1838)
- Mimon crenulatum (E. Geoffroy, 1810)

L'espèce Mimon bennettii rend hommage à Edward Turner Bennett (1797-1836), un médecin et zoologiste britannique.